# The Story of Louis Pasteur
The Story of Louis Pasteur (bra: A História de Louis Pasteur, ou A Vida de Louis Pasteur; prt: A Vida de Pasteur) é um filme norte-americano de 1936 dirigido por William Dieterle.

## Sinopse
Biografia romanceada do químico Louis Pasteur.

## Elenco
- Paul Muni ... Louis Pasteur
- Josephine Hutchinson ... Marie Pasteur
- Anita Louise ... Annette Pasteur
- Donald Woods ... Dr. Jean Martel
- Fritz Leiber ... Dr. Charbonnet
- Henry O'Neill ... Dr. Emile Roux
- Porter Hall ... Dr. Rossignol
- Raymond Brown ... Dr. Radisse
- Akim Tamiroff ... Dr. Zaranoff
- Halliwell Hobbes ... Dr. Lister
- Frank Reicher ... Dr. Pfeiffer
- Dickie Moore ... Joseph Meister
- Ruth Robinson ... Mrs. Meister
- Walter Kingsford ... Napoleão 3º
- Iphigenie Castiglioni ... Imperatriz Eugénie

## Prêmios e indicações
| Prêmio                  | Categoria                | Recipiente                       | Resultado                   |
| ----------------------- | ------------------------ | -------------------------------- | --------------------------- |
| Oscar 1937              | Melhor ator              | Paul Muni                        | Venceu                      |
| Oscar 1937              | Melhor roteiro original  | Sheridan Gibney, Pierre Collings | Venceu                      |
| Oscar 1937              | Melhor história original | Sheridan Gibney, Pierre Collings | Venceu                      |
| Oscar 1937              | Melhor filme             | Melhor filme                     | Indicado                    |
| Festival de Veneza 1936 | Melhor ator              | Paul Muni                        | Venceu[carece de fontes?]   |
| Festival de Veneza 1936 | Melhor diretor           | William Dieterle                 | Indicado[carece de fontes?] |